# Aljaksej Mschatschyk
Aljaksej Mschatschyk (* 3. September 1996 in Pinsk; † 1. August 2021 in Kammerstein, Deutschland) war ein belarussischer Gewichtheber.

## Karriere
Aljaksej Mschatschyk nahm an den Olympischen Sommerspielen 2016 in Rio de Janeiro teil. In der Klasse über 105 kg belegte er den 12. Platz. Im Folgejahr wurde er Achter bei den Europameisterschaften und 2018 belegte er Platz 13 bei den Weltmeisterschaften.
Mschatschyk starb am 1. August 2021 im Alter von 25 Jahren bei einem Autounfall auf der Bundesautobahn 6 in Deutschland.